# Минеко Ивасаки
Минеко Ивасаки (Iwasaki Mineko), с рождено име Масако Танака (Tanaka Masako) е родена на 2 ноември 1949г. в семейството на обеднял аристоктат. Тя е японска бизнесдама, автор и бивша гейша. Ивасаки е най-известната гейша в Япония до внезапното ѝ пенсиониране на 29-годишна възраст. Известна с изпълненията си за знаменитости и кралски особи по време на живота си като гейша, тя е наследник (atatori) на гейша къщата си (okiya) още докато е само чирак.
Американският автор Артър Голдън я интервюира за основна информация, когато пише книгата си "Мемоарите на една гейша" през 1997г. По-късно Ивасаки съжалява за интервюто пред Голдън заради нарушаване на конфиденциалността и паралелизъм между книгата и нейния живот. През 2002г. тя издава собствената си автобиография "Животът на една гейша".

## Живот и кариера
Родена като Масако Танака, тя напуска дома си на 4-годишна възраст, за да учи традиционни японски танци в гейша къщата Ивасаки (Iwasaki okiya) в област Гион в Киото. Родителите и смятат, че това ще и даде шанс за по-добър живот. Законно е осиновена от собственичката на okiya мадам Ойма и започва да използва нейната фамилия, а именно Ивасаки. На 15 години тя става чирак гейша (maiko) и е избрана за atatori на къщата. Тя, също така, получава името "Минеко", както било предречено от японска гадателка. На 16 си спечелва репутация на най-добрата чиракуваща гейша в Япония и на 21-ия си рожден ден получава статут на гейша. Това, като най-високоплатена работа в Япония и носи годишен доход от 440 000 евро.
Според автобиографията и, Ивасаки работи до предела на своите физически и умствени възможности, като в един момент развива почти фатално бъбречно заболяване, от което в крайна сметка се възстановява. Тя забавлява много известни личности и чуждестранни високопоставени гости, включително кралицата на Обединеното кралство Елизабет II и принц Чарлз. Славата на Ивасаки я прави обект на завист и клюки, понякога тя бива подложена на сексуален тормоз и насилие.
След смъртта на един от най-значимите и ментори през 1980г., Минеко Ивасаки все повече се разочарова от обвързания с традициите свят на гейшите, най-вече от неадекваатността на образователната система. Тя неочаквано се пенсионира на 29-годишна възраст, когато е на върха на своята кариера, но и с влошено здравословно състояние. Това е и знак на протест, чрез който се надява да шокира Гион и да го насърчи към реформи. Въпреки че над 70 други високопоставени гейши последват примера и, нищо не се променя. В втобиографията си Ивасаки спекулира, че професията може да бъде обречена, ако не се адаптира към променящите се икономически и социални обстоятелства.
Скоро след пенсионирането си Ивасаки се запознава с Джинчиро Сато, за когото се омъжва през 1982г. През 1983г. се ражда дъщеря им Косуке.

## "Мемоарите на една гейша"
Минеко Ивасаки е една от гейшите, интервюирани от Артър Голдън по време на проучването му за романа "Мемоарите на една гейша". Според Ивасаки, тя се съгласява да говори с Голдън, но само при условие, че участието и ще бъде запазено в тайна, но той разкрива самоличността и, споменавайки името и в книгата, както и в няколко национални интервюта. След като "Мемоарите на една гейша" бива издадена, Ивасаки бива критикувана и дори заплашвана със смърт за нарушаване на традиционния негласен кодекс на мълчанието в професията на гейшата.
Ивасаки се чувства предадена от Голдън и съди романа за неточно описание на живота на гейшата, критикувайки особено описанието му на mizuage (ритуал, при който чиракуваща гейша се дипломира). Тя твърди, че този ритуал дори не съществува в Гион. Тя недоволства и стещу това, че в романа са използвани и негативно описани истински моменти от живота и кариерата и.
По-късно тя дава публично интервю, в което казва, че много гейши са я критикували за решението и да разговаря с Голдън и така да наруши традициите. Тя споделя, че обвързаността и с книгата е причина за загубата на приятелства и връзки и за заблуди относно Гион.
Ивасаки съди Голдън за нарушаване на договора им и за клевета през 2001г., а през 2003г. проблемът е разрешен извън съда.

## "Животът на една гейша"
След издаването на "Мемоарите на една гейша", Ивасаки решава да напише автобиография в контраст с романа на Артър Голдън. Нейната книга ("Животът на една гейша"), в съавторство с Ранд Гейл Браун, е публикувана като Geisha: A Life в САЩ и Geisha of Gion в Обединеното кралство. Книгата описва нейните преживявания преди, по време и след кариерата и като гейша и се превръща в бестселър.